# Drupadia serunicus
Drupadia serunicus är en fjärilsart som beskrevs av Van Eecke 1914. Drupadia serunicus ingår i släktet Drupadia och familjen juvelvingar. Inga underarter finns listade i Catalogue of Life.